# Emanuele Stablum
Emanuele Stablum, né le 10 juin 1895 à Terzolas en Italie, mort le 16 mars 1950, est un religieux catholique et médecin italien membre des Fils de l'Immaculée Conception.
Il est reconnu Juste parmi les nations pour son sauvetage de nombreux Juifs pendant la Seconde Guerre mondiale, et reconnu vénérable par le pape François.

## Biographie
Emanuele Stablum naît le 10 juin 1895 à Terzolas dans la province de Trente, en Italie.
Ressentant la vocation religieuse, il entre à quinze ans dans la congrégation des Fils de l'Immaculée Conception. Il commence son noviciat en novembre 1911, puis prononce ses vœux religieux provisoires deux ans après, le 15 août 1913. Il désire devenir prêtre et commence des études théologiques, mais le supérieur général l'oriente plutôt vers des études de médecine, la congrégation projetant l'ouverture d'un nouvel hôpital à Rome,.
Devenu médecin, diplômé en 1930, il rejoint l'Institut de Dermopathie de l'Immaculée Conception (IDI) à Rome, et le dirige pendant quinze ans. Il participe aussi à la vie de son ordre religieux, dont il devient assistant général en 1935. Il accomplit sa mission de médecin avec charité.

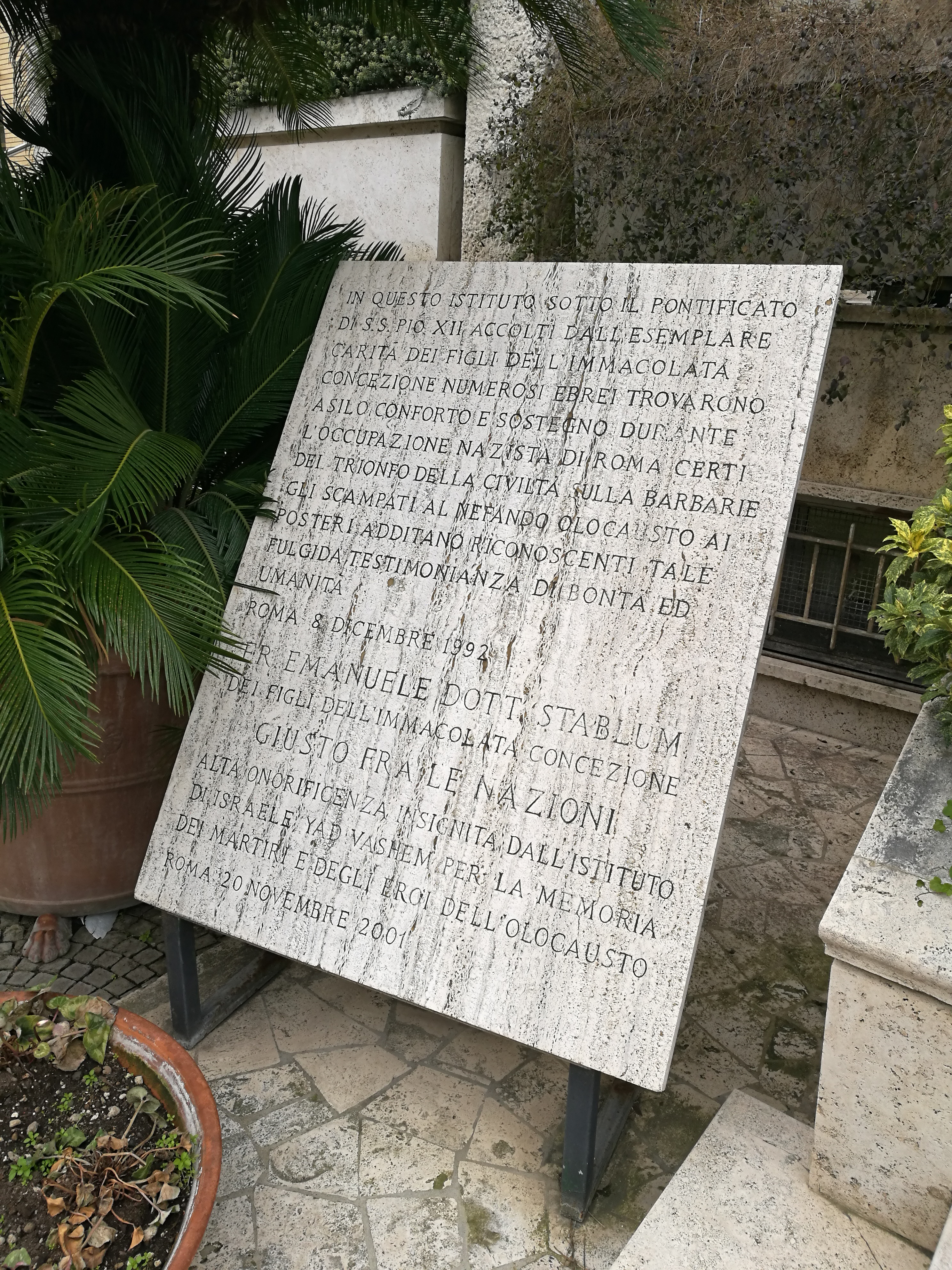
Plaque commémorant Emanuele Stablum comme Juste parmi les nations.

Pendant la Seconde Guerre mondiale, quand l'armée nazie envahit l'Italie en 1943, il ouvre en 1943-1944 les portes de son hôpital aux réfugiés devant échapper aux nazis. Il accueille, cache et protège une centaine de poursuivis, dont 51 ou 52 Juifs,,. Il camoufle les réfugiés en malades de la peau, en les maculant de crèmes de couleurs différentes.
Après la guerre, il continue à diriger l'hôpital, et devient en plus en 1947 le vicaire général de la Congrégation. Il meurt trois ans plus tard, le 16 mars 1950, à 55 ans.

## Reconnu Juste
Une plaque commémorative est apposée sur les murs de la chapelle de l'Institut Dermatologique de l'Immaculée, le 8 décembre 1992, rappelant le sauvetage par Emanuele Stablum de Juifs des familles Amati, Bonetti, Calò, Caviglia, Castelnuovo, Della Seta, Di Cave, Di Nepi, Di Veroli, Gattegna, Levi, Limentani, Pontecorvo, Ravà, Sarfati, Schreider, Segrè, Treiner et Zarfati.
Pour son action de sauvetage de Juifs pendant la Seconde Guerre mondiale, Emanuele Stablum est reconnu Juste parmi les nations par l'État d'Israël et le Yad Vashem le 16 avril 2001.

## Procédure en béatification
La cause pour la béatification d'Emanuele Stablum est ouverte dans le diocèse de Rome, où elle se conclut en juin 2005.
Emanuele Stablum est ensuite proclamé vénérable par le pape François qui autorise le 24 avril 2021 la Congrégation pour les causes des saints à publier le décret reconnaissant l'héroïcité de ses vertus.

## Autres hommages
- Une rue, la via Emanuele Stablum, porte son nom à Terzolas.
- Une école et un collège portent son nom à Kinshasa, en RD Congo.